# Вииле (Констанца)
Вииле (рум. Viile) насеље је у Румунији у округу Констанца у општини Јон Корвин. Oпштина се налази на надморској висини од 22 m.

## Становништво
Према подацима из 2002. године у насељу је живело 1077 становника, од којих су сви румунске националности.